# Dépression masquée
 (mars 2018).
 (novembre 2017).
La dépression masquée est un type de dépression qui du point de vue historique, était une entité nosologique très en vogue dans les années 1960-80. Sa caractéristique, relevée notamment par P. Kielholz, était qu'elle se cachait derrière des symptômes somatiques multiples et qu'on la rencontrait donc plus souvent dans les cabinets de généralistes. La dépression masquée était décrite comme endogène (à part quelques exceptions) et on la trouvait chez des adultes, soumis au rythme de la vie moderne, chez des personnes âgées et même chez des enfants. On parlait aussi de « dépression larvée », « cachée », etc. « Par le terme dépression masquée, nous désignons un processus dépressif se manifestant en premier lieu sur le plan somatique. Dans les pays de langue allemande, la notion de dépression masquée ne s'utilise généralement que pour décrire des manifestations dépressives de type maniaco-dépressif. Les dépressions masquées sont donc des dépressions endogènes où la dysthymie dépressive est masquée — recouverte — par une symptomatique somatique » (Kielholz 1973).
Cette catégorie nosologique a été éliminée comme d'autres par la classification américaine (DSM) et par la classification internationale (CIM) qui s'est alignée sur la première.